# Дорога к морю (фильм)
«Дорога к морю» — советский художественный фильм по роману Ильи Лаврова «Встреча с чудом». Премьера картины состоялась 7 марта 1966 года.

## Сюжет
Две сестры, недавние школьницы Ася и Славка (Ярослава) живут в небольшом городе, где нет ни моря, ни реки, ни озера, ни даже пруда и мечтают связать свою судьбу с морем. Чтобы поступить в мореходное училище, они тайно уходят из дома, оставив письмо родителям и едут в Москву, где пытаются подать документы в училище, но «моряк — не женская профессия» и им отказывают. Случайно встретившийся геолог и поэт-романтик одалживает потерявшим кошелёк сёстрам деньги, и даёт письмо своим друзьям в Читу и адрес для устройства на работу в читинскую звероферму. Сёстры уезжают и начинают трудиться на ферме, конечной целью планируя поступление в мореходное училище во Владивостоке. Славка влюбляется в работника фермы Толю, ответившего ей взаимностью, что вызывает недовольство целеустремлённой Аси.
Написав заявление об увольнении, она заставляет сделать то же самое Славку, девушки улетают и, продолжая свой тернистый путь к цели, устраиваются на работу на лесосплаве. Вскоре туда приезжает влюблённый Толя и увозит с собой Славку, несмотря на все ухищрения и противодействие Аси. Оставшись одна, Ася пишет письмо матери и продолжает путь к морю. Во Владивостоке снова отказ, но она упорствует и получает предложение для начала поработать 2 года в камбузе. Мечта обретает реальное содержание.

## Воспоминания и оценки
- Для Ларисы Барабановой эта роль стала дебютом в кино: режиссёр картины Ирина Поплавская увидела в московской школьнице[3] человека, полного целеустремлённого упорства при наличии актёрской талантливости, поэтому наметила её для главной роли несмотря на отсутствие профессиональных навыков. Для их наработки они условились, что Лариса будет «серьёзно и много работать, часто репетировать», а Ирина поможет ей в подготовке роли[4].

- По тесту Бекдел фильм получил оценку «3/3 с почётной грамотой», а также:

«Помимо ударного феминизма увидите кота в тельняшке и молодого Табакова в роли образцового шестидесятника. Сцена, где он читает стихи бабушкам в парке, невыносимо прекрасна. Круче, наверное, только музыкальный номер в клубе зверосовхоза на 32-й минуте».

- Согласно советской энциклопедии кино, в этой ленте у режиссёра Поплавской «проявилось стремление к поэтической трактовке сюжета»[6].

## Исполнители

### В главных ролях
- Лариса Барабанова — Ася, сестра Славки.
- Людмила Крылова — Славка, сестра Аси.
- Олег Табаков — Лев Чемезов (Лёва), геолог и поэт.
- Борис Токарев — Толик Колокольцев, работник на звероферме.
- Игорь Пушкарёв — Алёша Космачёв по кличке «Космач», шофёр на звероферме.

### В остальных ролях и эпизодах
- Борис Новиков — московский таксист-рвач.
- Сергей Никоненко — ефрейтор у такси (нет в титрах)[7].
- Виктор Байков — пассажир такси на стоянке (нет в титрах)[7].
- Владимир Курков — пассажир такси на стоянке (нет в титрах)[7].
- Савелий Крамаров — Чегреев, кадровик московского министерства, давший отказ сёстрам.
- Геннадий Дудник — конферансье в московском ЦПКиО.
- Ирина Мурзаева — зрительница в московском ЦПКиО.
- Екатерина Савинова — продавщица книг в Москве.
- Надежда Самсонова — продавщица мороженого (нет в титрах)[7].
- Юрий Киреев — лейтенант (нет в титрах)[7].
- Алексей Грибов — Дорофеев (Корнеевич), мастер зверофермы.
- Людмила Иванова — работница зверофермы (нет в титрах)[7].
- Зинаида Славина — Ия Коноплёва, учительница «без призвания».
- Георгий Вицин — Александр Терентьевич, бригадир лесосплавщиков.

## Съёмочная группа
- Режиссёр-постановщик: Ирина Поплавская.
- Автор сценария: Иосиф Ольшанский.
- Оператор: Виктор Шейнин.
- Художник-постановщик: Борис Чеботарев.
- Композитор: Борис Чайковский.
- Текст песни: Михаил Львовский.
- Звукорежиссёр: Борис Зуев.
- Дирижёр: Эмин Хачатурян.

## История проката
- Премьера состоялась 7 марта 1966 года[2], премьера в мире 22 декабря 1965 года[8];
- 17 марта 2009 года фильм вышел на DVD[9].